# Tour de Lombardie 1946
Le Tour de Lombardie 1946 est la 40e édition de cette course cycliste. Il est remporté par Fausto Coppi, à Milan.

## Classement final
| Pos. | Coureur           | Pays   | Équipe | Temps              |
| ---- | ----------------- | ------ | ------ | ------------------ |
| 1    | Fausto Coppi      | Italie |        | en 6 h 24 min 30 s |
| 2    | Luigi Casola      | Italie |        | + 40 s             |
| 3    | Michele Motta     | Italie |        | + 40 s             |
| 4    | Italo De Zan      | Italie |        | + 1 min 45 s       |
| 5    | Bruno Pasquini    | Italie |        | + 2 min            |
| 6    | Osvaldo Bailo     | Italie |        | + 3 min 30 s       |
| 7    | Elio Bertocchi    | Italie |        | + 3 min 30 s       |
| 8    | Antonio Covolo    | Italie |        | + 3 min 30 s       |
| 9    | Ubaldo Pugnaloni  | Italie |        | + 3 min 30 s       |
| 10   | Severino Canavesi | Italie |        | + 3 min 30 s       |